# جرج گالاچو
جرج گالاچو (انگلیسی: George Gallaccio؛ زادهٔ ۲۳ دسامبر ۱۹۳۸) تهیه‌کننده ایتالیایی‌تبار اهل بریتانیا است.
از فیلم‌ها یا مجموعه‌های تلویزیونی که وی در آن‌ها نقش داشته‌است، می‌توان به برژراک و خانم مارپل اشاره نمود.